# Vala Flosadóttir
Vala Flosadóttir (Reykjavik, 16 februari 1978) is een voormalige IJslandse atlete, die zich had toegelegd op het polsstokhoogspringen. Ze behaalde haar beste prestaties in de periode 1996-2000. Ze werd meervoudig Europees indoorkampioene, IJslands kampioene en Europees kampioene bij de neo-senioren in deze discipline. Ook verbeterde ze meerdere malen het wereldrecord voor junioren. Tevens blonk ze uit bij het hoogspringen, getuige haar nationale titel, die ze in 1996 behaalde. Zij nam eenmaal deel aan de Olympische Spelen en veroverde bij die gelegenheid een bronzen medaille.

## Biografie
Vala Flosadóttir won, als juniore, het goud op de Europese indoorkampioenschappen van 1996 in Stockholm met een sprong van 4,18 m, wat toen een wereldrecord voor junioren was. Ze was hiermee ook de eerste IJslandse die een Europese atletiektitel veroverde. In 1997 werd ze tweede op de Europese jeugdkampioenschappen. Ze sprong in totaal vijfmaal een wereldrecord voor junioren.
In 1998 verbeterde ze tweemaal het wereldindoorrecord en werd derde op de EK indoor. Ook werd ze dat jaar voor het eerst nationaal kampioene bij het polsstokhoogspringen. In 1999 won ze de Europese titel voor atleten onder 23 jaar en een zilveren medaille op de wereldindoorkampioenschappen in het Japanse Maebashi (Japan) met een sprong van 4,45.
Op de EK indoor van 2000 in Gent werd Flosadóttir vierde. Dat jaar stond het onderdeel polsstokhoogspringen voor het eerst op het programma van de Olympische Spelen. Op de Spelen van Sydney won ze een bronzen medaille. Met een persoonlijk record van 4,50 eindigde ze achter de Amerikaanse Stacy Dragila (goud; 4,60) en de Australische Tatiana Grigorieva (brons; 4,55). Haar bronzen medaille was tevens de eerste olympische medaille door een IJslandse vrouw behaald en de derde in totaal.
Nadien liepen Flosadóttirs prestaties achteruit; ze kon zich bijvoorbeeld niet meer plaatsen voor de finale van het polsstokhoogspringen tijdens de wereldkampioenschappen van 2001 in Edmonton en de Europese kampioenschappen van 2002 in München. In 2004 zette Vala Flosadóttir een punt achter haar atletiekcarrière.

## Titels
- Europees indoorkampioene polsstokhoogspringen - 1996
- IJslands kampioene polsstokhoogspringen - 1998, 1999, 2000
- IJslands kampioene hoogspringen - 1995
- Europees kampioene polsstokhoogspringen < 23 jaar - 1999

### Persoonlijke records
Outdoor
| Onderdeel            | Prestatie          | Datum             | Plaats        |
| -------------------- | ------------------ | ----------------- | ------------- |
| hoogspringen         | 1,82 m             | 9 september 1996  | Fredrikstad   |
| verspringen          | 5,69 m             | 7 juni 2003       | Leuven        |
| polsstokhoogspringen | 4,50 m (nat. rec.) | 25 september 2000 | Sydney        |
| kogelstoten          | 13,05 m            | 6 augustus 2004   | Hafnarfjördur |
| zevenkamp            | 4911 p             | 1996              |               |

Indoor
| Onderdeel            | Prestatie          | Datum        | Plaats   |
| -------------------- | ------------------ | ------------ | -------- |
| polsstokhoogspringen | 4,45 m (nat. rec.) | 5 maart 1999 | Maebashi |

## Palmares

### polsstokhoogspringen
- 1996:  EK indoor - 4,16 m
- 1997:  EK junioren - 4,00 m
- 1997: 8e WK indoor - 4,00 m
- 1998:  EK indoor - 4,40 m
- 1998:  Goodwill Games - 4,20 m
- 1999:  WK indoor - 4,45 m
- 1999:  EK < 23 jaar - 4,30 m
- 1999: 12e WK - 4,25 m
- 2000: 4e WK indoor - 4,38 m
- 2000:  OS - 4,50 m
- 2002:  Europacup C in T - 4,15 m
- 2003:  Europacup C in A - 4,20 m